# Dies ater
Dies ater (lat., wörtl. „schwarzer Tag“) ist eine antike römische Bezeichnung für einen Kalendertag, an dem mit Unglück zu rechnen ist oder ein historisch denkwürdiges Unglück geschah.
In der Fachsprache der römischen Fasti wurden als dies atri speziell die dies postriduani bezeichnet, die „Nachtage“ (von postridie „am Folgetag“) der monatlichen Anfangstage der Kalenden, Nonen und Iden, sodass jeder Monat insgesamt drei dies atri besaß, nämlich den zweiten, den sechsten oder achten und den vierzehnten oder sechzehnten Tag des Monats.
Nach einem von Aulus Gellius (Noctes Atticae 5,17, 1f.) angeführten Zitat aus Verrius Flaccus bot den Anstoß hierzu die Niederlage der Römer gegen die Gallier in der Schlacht an der Allia (387 oder 390 v. Chr.): Weil diese Niederlage am Nachtag der Iden stattgefunden und man sich aus diesem Anlass erinnert habe, dass Rom schon häufiger statt erhoffter Gunst der Götter schwere militärische Niederlagen erfahren habe, wenn an einem dies postriduanus zum Zweck der Kriegsführung eine religiöse Handlung durchgeführt worden sei („quotiens belli gerendi gratia res divina postridie Kalendas, Nonas, Idus … facta esset“), sei dieses Problem vom Senat den Priestern vorgelegt und von diesen daraufhin entschieden worden, dass an den dies postriduani den Göttern nicht geopfert werden dürfe. Dies entspricht der einleitenden Bemerkung des Gellius, dass man die dies postriduani als „dictos habitosque atros“, als „schwarze Tage bezeichnet und gehandhabt hat.“
In Anknüpfung an diesen Terminus, aber ohne Bindung an spezielle Kalendertage, hat sich dies ater daneben bereits in der Antike zu einer allgemeinen Bezeichnung für „Unglückstag“ entwickelt.